# G3 (cykl koncertowy)

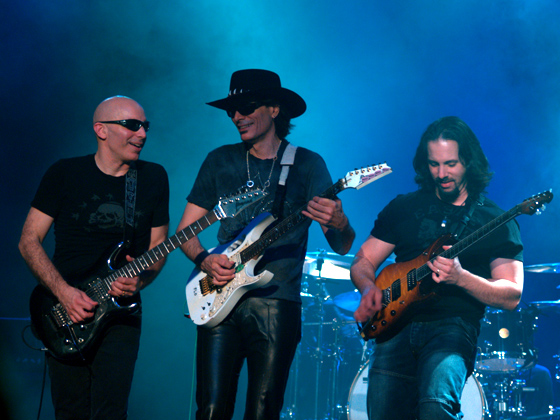
Joe Satriani, Steve Vai i John Petrucci podczas koncertu w The Regent Theatre w Melbourne w Australii w grudniu 2006 roku

G3 – cykl koncertowy, którego pomysłodawcą był gitarzysta i kompozytor Joe Satriani. Realizowany jest jako występ 3 gitarzystów, improwizujących oraz prezentujących własne kompozycje podczas występu na żywo. Po trzech częściach koncertu, w której każdy z nich gra osobno, następuje ostatnia, w czasie której wspólnie wykonują standardy muzyki gitarowej m.in. kompozycje Jimiego Hendriksa. Na przestrzeni 10 lat razem z Satrianim wystąpili m.in. Kenny Wayne Shepherd, Eric Johnson, Steve Vai, Uli Jon Roth, Michael Schenker, Michel Cusson, John Petrucci, Yngwie Malmsteen, Robert Fripp, Paul Gilbert oraz Phil Collen.

## Występy z cyklu G3 w poszczególnych latach
Opracowano na podstawie materiału źródłowego.
| 1996 - Ameryka Północna |
| --- |
| - Joe Satriani - Stu Hamm - gitara basowa - Jeff Campitelli - instrumenty perkusyjne - Steve Vai - Mike Keneally - gitara rytmiczna, sitar, instrumenty klawiszowe, instrumenty perkusyjne - Philip Bynoe - gitara basowa - Mike Mangini - instrumenty perkusyjne - Eric Johnson - Stephen Barber - instrumenty klawiszowe - Roscoe Beck - gitara basowa - Brannen Temple - instrumenty perkusyjne |

| 1997 - Ameryka Północna, Europa |
| --- |
| - Joe Satriani - Stu Hamm - gitara basowa - Jeff Campitelli - instrumenty perkusyjne - Steve Vai (Europa) - Mike Keneally - gitara elektryczna, instrumenty klawiszowe - Philip Bynoe - gitara basowa - Mike Mangini - instrumenty perkusyjne - Kenny Wayne Shepherd (Ameryka Północna) - Noah Hunt - śpiew - Jimmy Wallace - instrumenty klawiszowe - Joe Nadeau - gitara elektryczna - Sam Bryant - instrumenty perkusyjne - Robby Emerson - gitara basowa - Robert Fripp (Ameryka Północna) - Michel Cusson (kilka koncertów - Quebec, Kanada) Goście specjalni - Brian May podczas występu 4 czerwca w Londynie |

| 1998 - Europa |
| --- |
| - Joe Satriani - Stu Hamm - gitara basowa - Jeff Campitelli - instrumenty perkusyjne - Uli Jon Roth - Liz Vandall - śpiew - Clive Bunker - instrumenty perkusyjne - Don Airey - instrumenty klawiszowe - Francois Garny - gitara basowa - Michael Schenker - Seth Bernstein - gitara elektryczna, instrumenty klawiszowe - Shane Gaalaas - instrumenty perkusyjne - Jeff Kollman - gitara basowa - David Van Landing - śpiew - Gary Barden - śpiew |

| 2000 - Azja |
| --- |
| Występ specjalny w oryginalnym składzie podczas Rhythm of Asia Festival w Kuala Lumpur 21 października - Joe Satriani - Stu Hamm - gitara basowa - Jeff Campitelli - instrumenty perkusyjne - Steve Vai - Mike Keneally - gitara rytmiczna, sitara, instrumenty klawiszowe, instrumenty perkusyjne - Philip Bynoe - gitara basowa - Mike Mangini - instrumenty perkusyjne - Eric Johnson - Stephen Barber - instrumenty klawiszowe - Roscoe Beck - gitara basowa - Brannen Temple - instrumenty perkusyjne |

| 2001/2002 - Ameryka Północna |
| --- |
| - Joe Satriani - Stu Hamm - gitara basowa - Jeff Campitelli - instrumenty perkusyjne - Steve Vai - Billy Sheehan - gitara basowa - Dave Weiner - gitara elektryczna - Virgil Donati - instrumenty perkusyjne - Mike Keneally - instrumenty klawiszowe, gitara elektryczna - John Petrucci - Mike Portnoy - instrumenty perkusyjne - Dave LaRue - gitara basowa Goście specjalni - Steve Lukather podczas występu w Los Angeles - Paul Gilbert podczas występu w Los Angeles - Billy Gibbons podczas występu w Houston - Andy Timmons podczas występu w Ft. Worth - Eric Johnson podczas występu w Austin - Neil Schon podczas występu w Detroit - Steve Morse podczas występu w Orlando |

| 2003 - Ameryka Północna |
| --- |
| - Joe Satriani - Matt Bissonette - gitara basowa - Jeff Campitelli - instrumenty perkusyjne - Steve Vai - Tony MacAlpine - gitara elektryczna, instrumenty klawiszowe - Dave Weiner - gitara rytmiczna - Billy Sheehan - gitara basowa - Jeremy Colson - instrumenty perkusyjne - Yngwie Malmsteen - Patrick Johannsen - instrumenty perkusyjne - Jocke Svalberg - instrumenty klawiszowe - Mick Cervino - gitara basowa |

| 2004 - Europa |
| --- |
| - Joe Satriani - Matt Bissonette - gitara basowa - Jeff Campitelli - instrumenty perkusyjne - Steve Vai - Jeremy Colson - instrumenty perkusyjne - Dave Weiner - gitara elektryczna - Billy Sheehan - gitara basowa - Tony MacAlpine - instrumenty klawiszowe, gitara elektryczna - Robert Fripp |

| 2005 - Japonia, USA |
| --- |
| - John Petrucci - Dave LaRue - gitara basowa - Mike Portnoy - instrumenty perkusyjne - Steve Vai - Billy Sheehan - gitara basowa - Tony MacAlpine - gitara elektryczna / klawisze - Jeremy Colson - instrumenty perkusyjne - Dave Weiner - gitara elektryczna - Joe Satriani - Matt Bissonette - gitara basowa - Jeff Campitelli - instrumenty perkusyjne |

| 2006 - Ameryka Łacińska |
| --- |
| I część trasy - Eric Johnson - Roscoe Beck - gitara basowa - Tommy Taylor - perkusja - John Petrucci - Dave LaRue - gitara basowa - Mike Portnoy - perkusja - Joe Satriani - Galen Henson - gitara - Dave LaRue - gitara basowa - Jeff Campitelli - perkusja II część trasy, w miejsce Erika Johnsona wystąpił Steve Vai - Steve Vai - Dave Weiner - gitara - Billy Sheehan - gitara basowa - Tony MacAlpine - instrumenty klawiszowe - Jeremy Colson - perkusja |

| 2007 - Ameryka Północna |
| --- |
| I część trasy - Paul Gilbert - Bruce Bouillet - gitara - Mike Szuter - gitara basowa - Emi Gilbert - instrumenty klawiszowe - Jeff Bowders - perkusja - John Petrucci - Dave LaRue - gitara basowa - Mike Portnoy - perkusja - Joe Satriani - Galen Henson - gitara - Dave LaRue - gitara basowa - Jeff Campitelli - perkusja |

| 2012 - Ameryka Południowa                                            |
| -------------------------------------------------------------------- |
| - Steve Morse/Steve Lukather (Meksyk) - John Petrucci - Joe Satriani |

| 2012 - Australia i Nowa Zelandia            |
| ------------------------------------------- |
| - Steve Lukather - Steve Vai - Joe Satriani |

| 2012 - Europa                                                                    |
| -------------------------------------------------------------------------------- |
| - Steve Morse - Steve Vai - Joe Satriani Goście specjalni: - Al Di Meola (Praga) |

## Dyskografia
Nagrania zrealizowane podczas cyklu koncertowego G3
- Joe Satriani, Steve Vai, Eric Johnson - G3: Live in Concert (1997, CD, Epic)[7]
- Joe Satriani, Steve Vai, Eric Johnson - G3: Live in Concert (2000, DVD, SMV Enterprises)[8]
- Joe Satriani, Steve Vai, Yngwie Malmsteen - G3 : Live in Denver (2004, DVD, Epic)[9]
- Joe Satriani, Steve Vai, Yngwie Malmsteen - G3 Live: Rockin' in the Free World (2004, CD, Sony)[10]
- Joe Satriani, Steve Vai, John Petrucci - G3: Live in Tokyo (2005, CD/DVD, Sony)[11]